# Txuri-urdin
Txuri-urdin (en castellano Blanquiazul) es el nombre que recibe el himno oficial de la Real Sociedad de San Sebastián. De hecho, txuri-urdin es el apodo de los aficionados o seguidores de dicho equipo vasco. Fue compuesto y escrito en euskera en 1970 por Ricardo Sabadie.

## Historia
A lo largo de su historia, la Real Sociedad ha contado con diferentes himnos y canciones representativas. La primera canción de la que se tiene constancia que fue dedicada a la Real y que puede por tanto considerarse su primer himno, fue una marcha dedicada al club guipuzcoano, compuesta por Carmelo Betoré el 27 de abril de 1923. En la década de 1950, el maestro Antonino Ibarrondo compuso una marcha vasca interpretada por txistularis, llamada A la Real Sociedad de San Sebastián con letra de F. Ugarte. Esta pegadiza marcha fue considerada el himno de la Real Sociedad hasta 1970. Fue en esta fecha cuando el entonces presidente de la Real Sociedad, José Luis Orbegozo, encargó al compositor y poeta donostiarra Ricardo Sabadie que compusiera un nuevo himno para el club. Así nació el Txuri-urdin, el himno del club desde entonces. A los pocos años de nacer este himno, la Real Sociedad vivió los mejores años de su historia, lo que en parte contribuyó a que calara como no habían calado los anteriores y a que perdurara hasta hoy día. Actualmente, más de 40 años después de su creación, es el himno oficial del club.
Está escrito íntegramente en euskera y con una sencilla letra alude básicamente al carácter del club como equipo representativo de San Sebastián y de Guipúzcoa. El Txuri-urdin ha conocido numerosas versiones a lo largo de su historia. El propio Sabadie interpretó la versión original del tema; luego surgió una versión coral interpretada por el coro mixto del Grupo Eskola. La versión más popular, la considerada ya como clásica es, sin embargo, la que interpretó el cantante guipuzcoano Joaquín Laría del grupo Topolino Radio Orquesta. En la década de los años 90 también fue muy conocida la versión interpretada por el Orfeón Donostiarra, que durante algunos años sonó antes de los partidos de la Real Sociedad en Anoeta.

## Himno
| Txuri-urdin Txuri-urdin maitea Txuri-urdin Txuri-urdin aurrera Beti, beti maite maite, maitea Donostia, donostiarra (bis) | Aurrera reala! Aurrera Gipuzkoa! Aurrera txuri-urdinak! (bis) | Gazte, gazte, gazte, gazte, gaztedi, Gaztedi aupa! Aupa mutilak! Gazte, gazte, gazte, gazte, gaztedi, Gaztedi txuri-urdinak! (bis) |